# ベイルートより愛をこめて
『ベイルートより愛をこめて』（ベイルートよりあいをこめて、Agent 505 - Todesfalle Beirut]）は、1966年に公開されたマンフレート・R・ケーラー監督・脚本による西ドイツ・フランス・イタリア合作、レバノン撮影のスパイ映画である。この映画はフレデリック・スタフォード2度目の主演作であり、レナーテ・エバートにとっての最後の長編映画であった。

## キャスト
| 役名             | 俳優                         | 日本語吹替                                      |
| 役名             | 俳優                         | フジテレビ版                                    |
| ---------------- | ---------------------------- | ----------------------------------------------- |
| ブレーク         | フレデリック・スタフォード   | 矢島正明                                        |
| バートランド判事 | ピエール・リシャール         | 山内雅人                                        |
| デニス記者       | ジュヌヴィエーヴ・クリュニー | 小原乃梨子                                      |
| ボビー           | クリス・ホランド             | 青野武                                          |
| フレッド         | ハラルド・ライプニッツ       | 寺島幹夫                                        |
| アブドラ         | ヴィリ・ビルゲル             | 杉田俊也                                        |
| リンドロス       | レナード・ルピ               | 矢田耕司                                        |
| 女中(刑事)       | マリア・カロ                 | 北浜晴子                                        |
| モニーク         | ジセラ・アーデン             | 沢田敏子                                        |
| フローラ         |                              | 津田まり子                                      |
| アラジン         |                              | 安田隆                                          |
| イベット         |                              | 渡辺典子                                        |
| 署長             |                              | 宮内幸平                                        |
| 検死官           |                              | 城山堅                                          |
| 市長             |                              | 嶋俊介                                          |
| 書記             |                              | 村松康雄                                        |
| ダニー           |                              | 西山連                                          |
| パトリック       |                              | 加藤修                                          |
| モナ             |                              | 大峰みき                                        |
|                  |                              |                                                 |
| 演出             | 演出                         | 有村昌記                                        |
| 翻訳             | 翻訳                         | 小早川清/有村昌記                               |
| 効果             | 効果                         | PAG                                             |
| 調整             | 調整                         | 堀久雄                                          |
| 制作             | 制作                         | 有村放送プロモーション                          |
| 解説             |                              |                                                 |
| 初回放送         | 初回放送                     | 1969年10月23日 『黄金のスパイ作戦』 21:00-22:30 |